# 上ホロカメットク山
上ホロカメットク山（かみホロカメットクやま）は、北海道上富良野町・南富良野町・新得町にまたがる標高1,920 mの山である。

## 概要
石狩山地十勝岳連峰に属し、十勝岳の南西隣に位置しており比較的高い標高まで車道が通じている高山であることから登山者に人気がある。6.3 km南東には下ホロカメットク山（標高1,668 m）がある。「ホロカメットク」の山名はアイヌ語に由来するが、語源は諸説あり決定的なものはない。

## 登山
西側のD尾根に十勝岳温泉からの登山道がある。北東に連なる十勝岳、南西に連なる富良野岳へ縦走路がある。冬期には多くのバリエーションルートを持つ。山頂の北東約400 mに上ホロカメットク山避難小屋（収容30人、無人）がある。

## ギャラリー

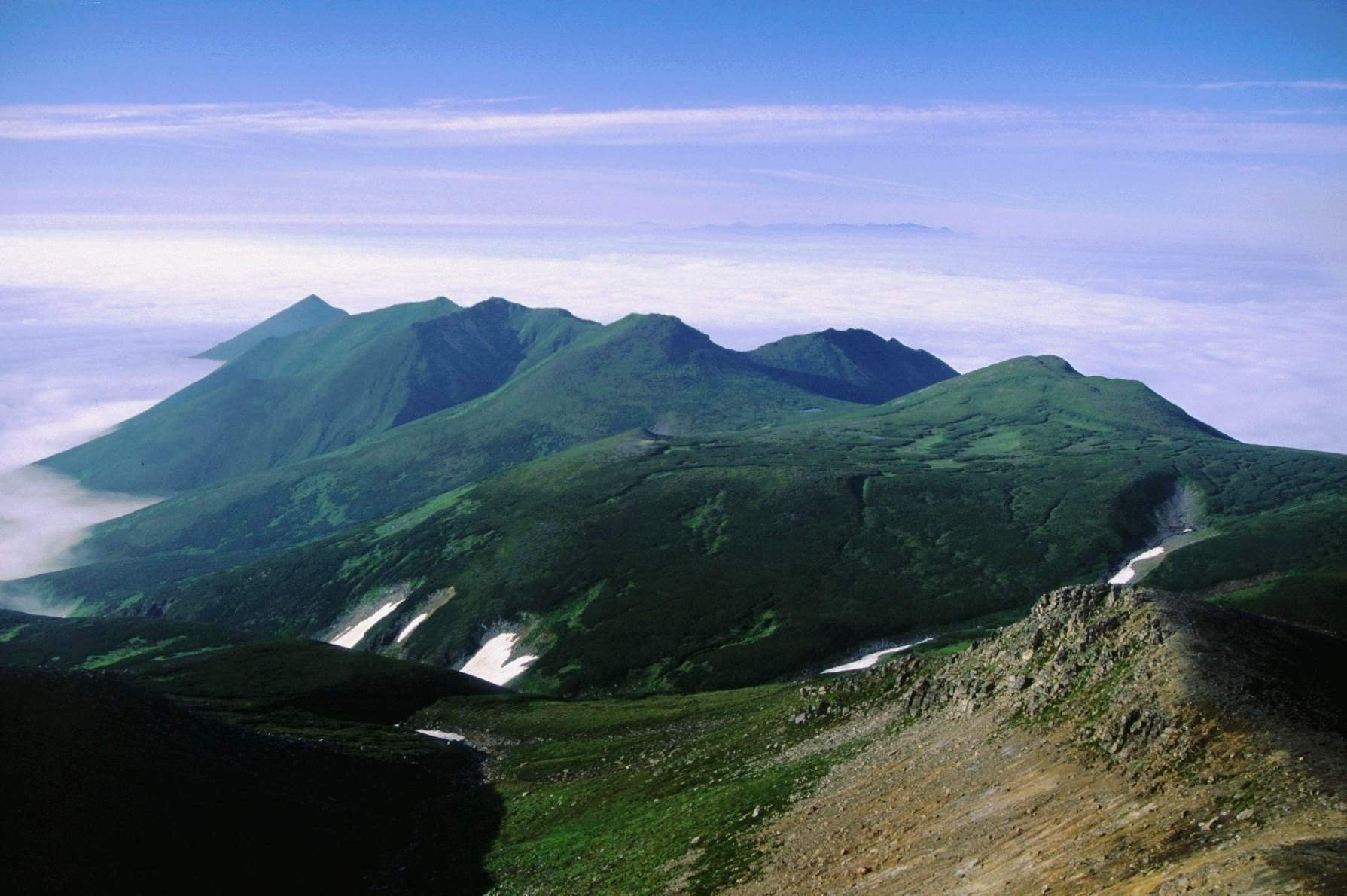
上ホロカメットク山から下ホロカメットク山へと延びる稜線
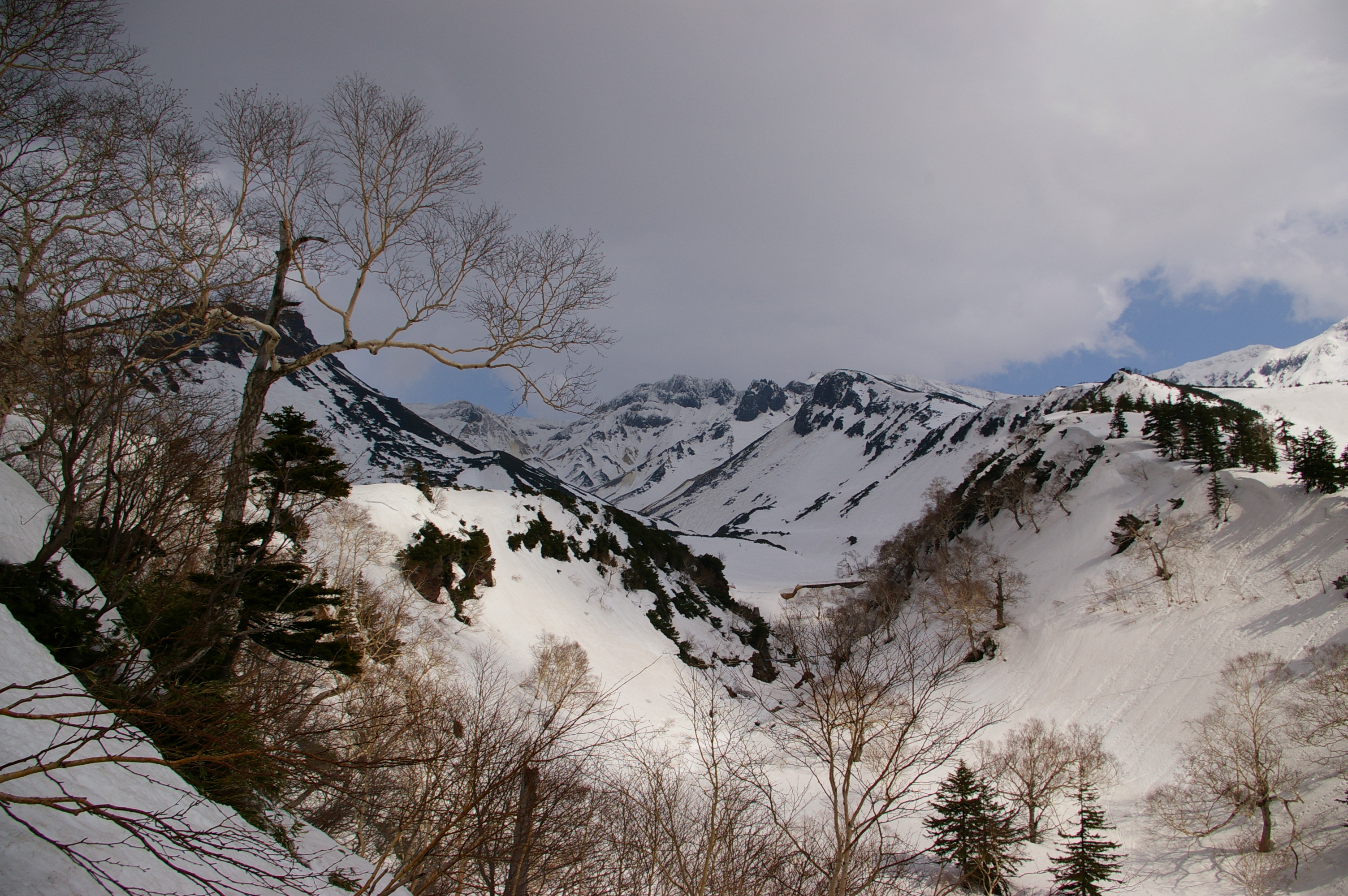
十勝岳温泉から望む冬の上ホロカメットク山